# Jean Hersholt
Jean Pierre Hersholt (n. 12 iulie 1886, Copenhaga, Danemarca – d. 2 iunie 1956, Hollywood, California, SUA) a fost un actor născut în Danemarca care a trăit în Statele Unite ale Americii, unde a lucrat timp de șaptesprezece ani la emisiunea radiofonică Dr. Christian. Mai este cunoscut pentru rolul bunicului lui Heidi (Shirley Temple) din Heidi.
A jucat în 75 de filme mute și 65 cu sunet (140 în total) și a regizat patru filme. Pentru contribuțiile sale aduse filmului a primit de două ori Premiul Oscar onorific, în 1940 și 1950, fiind președintele Academiei Americane de film timp de patru mandate, între 1945 și 1949. În onoarea sa a fost înființat Premiul Umanitar Jean Hersholt, acordat pentru „persoane din industria cinematografică ale căror eforturi umanitare au adus beneficii industriei”. Are două stele pe Hollywood Walk of Fame, una pentru activitatea cinematografică pe 6501 Hollywood Boulevard și una pentru radio la 6701 Hollywood Boulevard.
A tradus peste 160 de basme de Hans Christian Andersen în limba engleză grupate în șase volume ca The Complete Andersen în 1949, aflate în prezent la Biblioteca Congresului Statelor Unite ale Americii, fiind considerate unele din cele mai bune traduceri ale operelor lui Andersen. A fost numit cavaler al ordinului Dannebrog în 1948 și datorită acestora.

## Filmografie selectivă
- Black Orchids (1917)
- The Servant in the House (1921)
- Greed (1924)
- The Student Prince in Old Heidelberg (1927)
- The Secret Hour (1928)
- The Third Alarm (1930)
- Grand Hotel (1932)
- I'll Give a Million (1938)
- Mr. Moto in Danger Island (1939)

## Legături externe
- Jean Hersholt la Internet Movie Database
- Jean Hersholt: The Complete Andersen